# Robert Miller (homme d'affaires)
Pour les articles homonymes, voir Robert Miller.
Robert Gerald Miller, né à Montréal en 1943, est un homme d'affaires et milliardaire québécois. Il est le fondateur de Future Electronics, un des plus grands distributeurs de composants électroniques au monde. Partisan de la Fondation Alcor Life Extension, il a financé de la recherche sur la cryonie. En 2023, le milliardaire fait l'objet d'allégations médiatisées selon lesquelles il aurait agressé sexuellement des dizaines de femmes mineures.

## Biographie

### Jeunesse
Né à Montréal, Robert Miller est diplômé de l'Université Rider. Afin de financer ses études, il exerce des emplois temporaires dans un casse-croûte et en tant que disque-jockey. 

### Carrière
En 1968, il fonde Future Electronics (en), parvenant à en faire le troisième plus grand distributeur mondial d'électronique.
En 1984, Miller acquiert sa demeure à Westmount de Charles Bronfman, coprésident de Seagram, pour la somme de 2,65 millions de dollars. À l'époque, cette transaction constitue la deuxième vente de résidence la plus onéreuse au Canada.
En 1999, dans le cadre d'une enquête pour fraude visant son entreprise, le FBI et la Gendarmerie royale du Canada perquisitionnent les locaux de Future Electronics. Face à cette situation, Miller assure à ses employés que cette perquisition constitue une attaque infondée. La société conteste vigoureusement la perquisition ainsi que la remise de documents aux autorités. En 2002, le FBI et le bureau du procureur américain annoncent qu'aucune poursuite ne sera engagée.

### Vie privée

#### Vie sentimentale
En 2005, Robert Miller se sépare de Margaret Antonier, anciennement promotrice immobilière et directrice publicitaire des stations de radio CJAD et CJFM de Montréal. L'année suivante, en 2006, le divorce entre Miller et Antonier est officiellement prononcé.

#### Santé
Il souffre de la maladie de Parkinson depuis 1996.
À son décès, le corps de Robert Miller sera envoyé en Arizona afin d'être cryonisé. Fervant croyant de la cryonisation, Robert Miller a donné des dizaines de millions de dollars à la Alcor Life Foundation notamment pour la préservation de son corps mais également pour tout l'entretien et la surveillance de sa cuve de conservation pour les années à venir. En 2022, il a également incorporé sa propre entreprise aux États-Unis, la Future Cryonics Foundation pour financer les activités d'Alcor.

## Affaires judiciaires

### Accusation d'agressions sexuelles et de pédophilie
En 2023, CBC/Radio Canada a publié un article alléguant que Robert avait fait l'objet de plusieurs enquêtes pour avoir payé des relations sexuelles avec des dizaines de mineures pendant des années. Les avocats de Robert Miller ont nié toutes les allégations.
Selon ce reportage, entre 1999 et 2000, Miller aurait régulièrement loué des suites à l'hôtel InterContinental de Montréal. Il aurait aussi invité ses jeunes victimes à une résidence de Westmount, où des rituels préliminaires incluaient des entretiens, des cadeaux luxueux, et des transactions financières substantielles. Les présumés complices du milliardaire, dont Sam Joseph Abrams et Raymond Poulet, étaient liées à Future Electronics, l'entreprise de Miller.
Une enquête privée menée en 2006 aurait aussi permis d'accumuler des preuves substantielles, mais des hommes employés par Miller auraient tenté de corrompre le détective en charge, en lui offrant 300 000 $.
À la suite de la diffusion, le 2 février 2023, des émissions Enquête sur Radio-Canada et The Fifth Estate sur CBC Television, Robert Miller a démissionné du conseil d'administration de Future Electronics.
Robert Miller a été arrêté le 30 mai 2024 et fait face à 21 chefs d'accusation, portés plus tard à 24 chefs d'accusation, y compris des agressions sexuelles, l'obtention de services sexuels contre rémunération et plusieurs chefs d'exploitation sexuelle de mineurs,. Il a plaidé non coupable et a nié les allégations.
Le 10 juin 2025, Rober Miller a été déclaré inapte à subir son procès en raison d'une maladie de Parkinson à un stade avancé entraînant un déclin cognitif.